# 坎貝爾 (密蘇里州)
坎貝爾（英語：Campbell）是位於美國密蘇里州鄧克林縣的城市。

## 人口
根據2020年美國人口普查的數據，坎貝爾的面積為3.64平方千米，皆為陸地。當地共有人口1605人，而人口密度為每平方千米441人。